# Neotoma stephensi
Neotoma stephensi — вид гризунів родини Cricetidae, поширений в Аризоні, Нью-Мексико та Юті в США.

## Опис
Особини N. stephensi невеликі з довгим шовковистим хутром і злегка пухким хвостом. Вони забарвлені в сірувато-охровий колір із більш блідою головою та рожево-охровим животом. У них біле хутро на грудях, паху (пах), лапах і іноді на горлі. Їх вуха і верхня частина хвоста мають сірувато-коричневе хутро. Вони мають короткий і широкий череп з невеликою і плавно заокругленою мозковою коробкою; широка, плоска лобова область; великі булли.
Подібні види
N. stephensi нагадує вид Neotoma lepida, але його можна відрізнити за більшою задньою лапою, кольором і формою черепа, який зазвичай більший з довшим зубцем, більшою міжтім'яною кісткою та меншими буллами, ніж у N. lepida.

## Ареал і поширення
N. stephensi був вперше виявлений в горах Хуалапай в Аризоні на висоті 1900 метрів. N. stephensi мешкає в скелястих районах і горах у ялівцевих лісах, іноді, але не зазвичай, біля скель. Вони також можуть жити серед жовтих сосен, кактусів або агави. Їх хатина зроблена з уламків і побудована серед скель або навколо основи дерев, а також над землею в ялівцю. Вони зустрічаються в діапазонах від центральної Аризони до південної Юти, західної частини Нью-Мексико на північ від округу Грант і до округу Мохаве в західній Аризоні, але можуть вимерти в Юті.

## Поведінка
N. stepheni веде нічний спосіб життя. Вони не впадають у сплячку і не впадають у сплячку. 
N. stepheni переважно споживає листя та насіння ялівцю, і може навчитися вибірково їсти ялівці, які мають низький рівень токсичних захисних хімікатів. Вони також можуть харчуватися ефедрою, але в першу чергу вони спеціалізуються на Juniperus monosperma.
Розмножуються взимку і на початку осені, а молодняк з'являється з березня по травень. N. stepheni може мати до двох або більше виводків на рік, від 1 до 5 нащадків на послід, в середньому по два. Самиці стають статевозрілими в 9–10 місяців і зазвичай не виживають для розмноження в наступному сезоні.